# Montourtier

Montourtier este o comună în departamentul Mayenne, Franța. În 2009 avea o populație de 344 de locuitori.